# La Cadière-et-Cambo
La Cadière-et-Cambo là một xã trong tỉnh Gard thuộc vùng Occitanie, phía nam nước Pháp. Xã La Cadière-et-Cambo nằm ở khu vực có độ cao trung bình 240 mét trên mực nước biển.